# Tit
Tit é uma cidade localizada na região de Tamanrasset no sul da Argélia. Está situada na margem sul do Oued Abalessa, a 38 quilômetros a noroeste da cidade de Tamanrasset.

## Ligações Externas
- Tit Map — Satellite Images of Tit